# Jagna Janecka
Jagna Janecka właśc. Agnieszka Dobrzyńska po mężu  Jaga Theresa Kell (ur. 21 kwietnia 1921 w Warszawie, zm. 24 czerwca 2002 w Lansing) – polska aktorka filmowa i teatralna

## Życiorys
Pochodziła z rodziny o teatralnych tradycjach – aktorkami były: jej babka Matylda Braunowa, matka Janina Janecka, siostra Maria Janecka żona kompozytora Jerzego Wasowskiego oraz ciotka Zofia Mysłakowska. W 1938 roku debiutowała na ekranie w filmie Strachy (reż. Eugeniusz Cękalski i Karol Szołowski), natomiast w 1939 roku – na deskach warszawskiego Teatr Ateneum, gdzie jej rola w spektaklu Szczęśliwe dni wg Claude'a Andre Pugeta spotkała się z uznaniem widzów i krytyki. Ostatni raz była widziana w 1943 roku w Warszawie, przez wiele lat jej dalsze losy pozostawały nieznane. 
Przeżyła wojnę, rozpoczęła nowe życie pod zmienionym nazwiskiem – Jaga Bartelt. 30 czerwca 1947 już jako matka kilkuletniego synka Jana (zm. w 1976 w wieku 35 lat), przyleciała samolotem linii Pan American Airways z Frankfurtu do Nowego Jorku. Tam czekał na nią amerykański narzeczony, pułkownik Charles Frederic "Chuck" Kell (zm. 2001). Wkrótce wyszła za niego za mąż, a 13 listopada 1950 decyzją Sądu Okręgowego w Galesburgu w stanie Illinois otrzymała amerykańskie obywatelstwo, w 1958 urodziła córkę Marię Kristinę (zm. 2007). Została pochowana w miejscowości Lansing w stanie Michigan w USA. Na stronie cmentarza widnieje informacja, że urodziła się w Warszawie, a odeszła w wieku 81 lat.

## Filmografia
- Strachy (1938) – tancerka Pasia
- Kobiety nad przepaścią (1938) – tancerka
- Florian (1938) – Ewa
- Druga młodość (1938) – pokojówka mecenasa Massalskiego
- Czarne diamenty (1939) – Zosia (Lili), przyjaciółka Ireny